# Ed Gamble (Komiker)

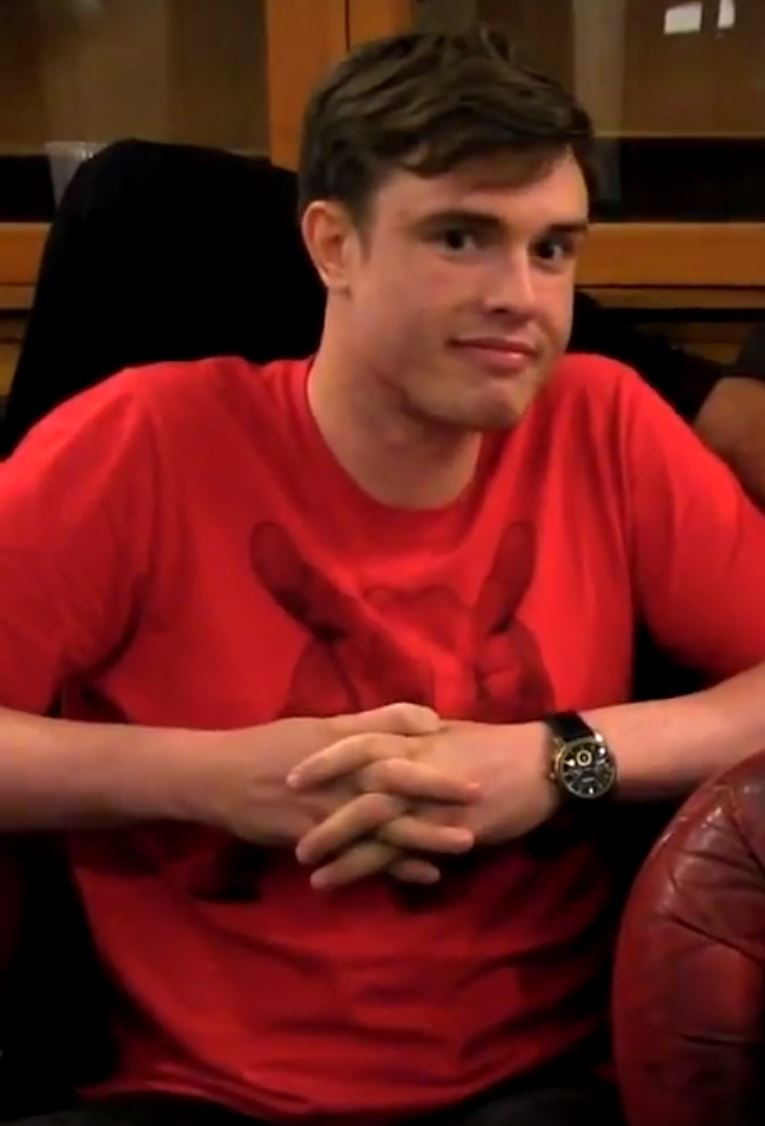
Ed Gamble (2011)

Edward „Ed“ Stephenson Jamison Gamble (* 10. März 1986 in Hammersmith, London) ist ein britischer Komiker, Podcaster und Autor. 

## Leben
Gamble wuchs in Wimbledon auf. Seine Mutter arbeitete als Krankenschwester und sein Vater als Solicitor, die beiden ließen sich jedoch während Gambles viertem Lebensjahr scheiden. Dieser wuchs anschließend bei seiner Mutter auf und hat seit seinem achten Lebensjahr Halbgeschwister väterlicherseits. Im Alter von 13 Jahren wurde bei ihm Diabetes Typ 1 diagnostiziert, was er häufig während seines Bühnenprogramms aufgreift. Nach dem Ende seiner Schulzeit studierte er Philosophie an der Universität Durham und trat dort der Sketch-Gruppe The Durham Revue bei. Dort traf er erstmals auf Nish Kumar, der gelegentlich mit Gamble zusammen in Sendungen auftritt und 2021 sein Trauzeuge wurde.
Gamble gibt an, von Kindheit an ein großes Interesse an Essen gehabt zu haben und schon in jungen Jahren „Erwachsenenessen“ gewollt zu haben. Viele seiner Medienauftritte stehen in Verbindung mit Essen und wäre er nicht als Komiker erfolgreich, würde er laut eigener Aussage vermutlich in der Gastronomie arbeiten. Während seiner Schulzeit war Gamble übergewichtig, dieser Umstand hatte aber keine negativen Reaktionen aus seinem Umfeld zur Folge.
Seit dem ersten Kontakt im Alter von 13 Jahren ist sein bevorzugtes Musikgenre Heavy Metal.
2021 heiratete er Charlie Jamison, mit der er seit 2011 in einer Beziehung war. Die Hochzeit musste aufgrund der COVID-19-Pandemie dreimal verschoben werden.

## Karriere
Gambles Comedy dreht sich oftmals um Geschichten aus seinem eigenen Leben – vor allem in Bezug auf Diabetes –, bei denen er sich über kleinere Themen in Rage redet. Er verzichtet häufig auf größere Set-Ups und bevorzugt stattdessen eine Vielzahl von Punchlines in rascher Folge. Bei Fernsehauftritten wie beispielsweise Mock the Week setzte er sich mit aktueller Politik auseinander, vermeidet dies aber in seinen eigenen Bühnenprogrammen. 
Den ersten Erfolg feierte Gamble mit The Peacock and Gamble Podcast, den er zusammen mit Ray Peacock moderierte. Diesen kannte er bereits in seiner Studienzeit. Mit ihm zusammen trat er auch beim Edinburgh Festival Fringe 2011, 2012 und 2013 auf. In den folgenden drei Jahren trat er dort als Solokünstler mit den Programmen Gambletron 5000, Lawman und Stampede auf. 2018 folgte mit Blizzard seine erste Show, die vollständig seiner Diabeteserkrankung gewidmet war.
Abseits des Edinburgh Festival Fringe 2011 unterstützte er Greg Davies auf seiner Firing Cheeseballs at a Dog Tournee durch Großbritannien. In Almost Royal stellte er 2014 zusammen mit Amy Hoggart ein fiktives, adeliges Geschwisterpaar dar, das durch die USA reist. Von 2015 bis zum Ende der Serie im Jahr 2021 trat Gamble in insgesamt 51 Folgen der politischen Unterhaltungssendung Mock the Week auf. Seit 2018 co-moderiert er zusammen mit James Acaster den Podcast Off Menu with Ed Gamble and James Acaster. Dort können eingeladene, prominente Gäste ihr Traummenü zusammenstellen und Erinnerungen und Anekdoten zu den von ihnen ausgewählten Speisen und Getränken erzählen. Stand 2025 umfasst der Podcast 225 Folgen und wurde über 120 Millionen Mal heruntergeladen. Seit Juli 2025 gibt es zudem einen Youtubekanal, auf dem Videoclips einzelner Episoden hochgeladen werden.
Gamble gewann 2019 die neunte Staffel der Unterhaltungssendung Taskmaster, die schon vor seiner Teilnahme zu seinen Lieblingssendungen zählte. Durch seinen Sieg qualifizierte er sich für die 2022 ausgestrahlte Spezialausgabe Champion of the Champions II, für die er die in Staffel neun gewonnene Trophäe mit einem Ballon ins All aufsteigen ließ. Eine weitere Aufgabe brach er nach 97 Minuten erfolglos ab und belegte am Ende der Sendung den letzten Platz. Seit 2020 moderiert er den offiziellen Taskmasterpodcast, der einen Einblick hinter die Kulissen gewährt und ehemalige Teilnehmende ihre Wahrnehmungen der Ereignisse erzählen lässt. Im Mai 2025 erschien Gambles Ultimate Episode; eine nur auf Youtube veröffentlichte Videoreihe, bei der ehemalige Teilnehmende eine Spezialfolge aus ihnen in besonderer Weise in Erinnerung gebliebenen Tasks erstellen und diese anschließend kommentieren.
2019 erschien die auf Amazon Prime veröffentlichte Aufzeichnung Blood Sugar. Gamble wurde als Gastjuror für eine Episode der 16. Staffel der Sendung Great British Menu eingeladen, bevor er ab Staffel 17. zu einem der regulären Juroren ernannt wurde. 2022 wurde bekanntgegeben, dass er nach Richard Osmans Abschied von Pointless einer der sechs rotierenden Nebenmoderatoren wird. In demselben Jahr tourte er außerdem mit seinem Bühnenprogramm Electric. Zwei Jahre später folgte Hot Diggity Dog. Die Werbeplakate für die Veranstaltung mussten nachträglich geändert werden, da der gezeigte Hotdog gegen das Verbot von Werbung für Junkfood verstieß. Die geänderte Version ersetzte diesen durch eine Gurke. 
2023 verfasste Gamble sein erstes Buch mit dem Titel Glutton: The Multi-Course Life Of A Very Greedy Boy, welches sich autobiographisch mit seinem Verhältnis zu Essen auseinandersetzt.

## Filmographie
- 2014: Almost Royal (Fernsehserie, 15 Folgen)
- 2015 bis 2021: Mock the Week (Fernsehserie, 51 Folgen)
- 2019: Taskmaster (Fernsehserie, 9. Staffel)
- 2019: Bad Blood (Aufzeichnung)
- 2019: Great British Menu (Fernsehserie, 17. bis 20. Staffel)
- 2025: Have you been paying attention? (Nachrichtencomedysendung, Gastauftritt)

## Werke
- Glutton: The Multi-Course Life Of A Very Greedy Boy. Biographie, Transworld Publishers Ltd, London 2023, ISBN 978-1-5291-7751-0. (Derzeit nicht auf Deutsch erschienen.)